# Duat
Duat er de dødes sfære i den egyptiske mytologi, styret af guden Osiris.
Duat bliver domineret af en stor flod, nattens flod, der ligner Nilen.
Ifølge myten rejste Ra (solen) over himlen om dagen, hvorefter han sejlede ned på nattens flod i Duat om natten og gennem nattens tolv huse, svarende til nattens tolv timer, hvorefter han ved daggry sejlede op på himlen igen, og sådan fortsatte det lige til verdens undergang.
Det er også der paradiset, Aaru, ligger.
| Mytologi | Spire Denne artikel om mytologi er en spire som bør udbygges. Du er velkommen til at hjælpe Wikipedia ved at udvide den. |

Oversat og let redigeret fra engelsk Wikipedia.
Duat (antik egyptisk: dwꜣt, egyptologisk udtale "do-aht", koptisk: ⲧⲏ, der også vises som Tuat, Tuaut eller Akert, Amenthes, Amenti eller Neter-khertet) er de dødes rige i den gamle egyptiske mytologi. Det er blevet repræsenteret i hieroglyfer som en stjerne i en cirkel: 𓇽.
Guden Osiris blev antaget at være underverdenens herre. Han var den første mumie, som er afbildet i Osiris-myten, og han virkeliggjorde genfødsel og liv efter døden. Underverdenen var også opholdssted for forskellige andre guder udover Osiris. Duaten var den region, solguden Ra rejste gennem fra vest til øst hver nat, og det var her, han kæmpede for Apophis, som legemliggjorde det oprindelige kaos, som solen måtte besejre for hver morgen atter at stige op og bringe orden tilbage til jorden. Det var også stedet, hvor folks sjæle kom hen efter døden for at blive dømt for deres gerninger, det ikke var dog ikke det fulde omfang af efterlivet. [1] Gravkamre dannede berøringspunkter mellem den verdslige verden og Duaten, og ꜣḫ (egyptologisk udtale: "akh") "de dødes funktionalitet", kunne bruge grave til at rejse frem og tilbage fra Duaten. [2]
Hver nat rejste solguden Ra gennem duaten, og viste dermed at dødens hovedmål var give liv på ny. Ra rejste under verden på sin Atet-pram fra vest til øst og blev omdannet fra sin ældre Atum-form til Khepri, den nye gryende sol. Den døde konge, der blev tilbedt som en gud, var også en central del i mytologien om duaten, ofte afbildet som et med Ra. [3]
Sammen med solguden måtte den døde konge rejse gennem kongeriget Osiris, (duaten) ved hjælp af den specielle viden, han skulle besidde. Viden som blev givet gennem kisteteksterne der fungerede som en guide til det der kom efter. Teksterne var ikke kun for konger, men for alle afdøde.
Ifølge Amduat består underverdenen af tolv regioner, der angiver de tolv timer på solgudens rejse gennem den, og kæmper med Apep for at bringe orden tilbage til jorden om morgenen;
da hans stråler oplyste duaten under hele rejsen, genoplivede de de døde, der besatte underverdenen og lod dem nyde livet efter døden i den time om natten, hvor de var i solgudens nærvær, hvorefter de gik tilbage til deres søvn for at afvente Guds tilbagevenden den følgende nat. [4]

Et afsnit af den egyptiske bog om de døde, der er skrevet på papyrus, og viser vejningen af hjertet i duaten, hvor Anubis kan ses længst til højre. Vægten vises med fjerbalancen, og Ammit venter hjerter, som hun må fortære. Tilstedeværelsen af Osiris ved indgangen til paradiset i Aaru daterer papyrusen til en sen tradition for myten.
Ligesom den døde konge rejste resten af de døde gennem de forskellige dele af Duaten for ikke at blive forenet med solguden men for at blive dømt. Hvis den afdøde med succes kunne klare forskellige dæmoner og udfordringer, ville han eller hun nå hjertets vejning. I dette ritual blev vejen til det afdøde hjerte af Osiris vejet mod Maat's fjeder, der repræsenterer sandhed og retfærdighed. Ethvert hjerte, der er tungere end fjerden, blev afvist og spist af Ammit, sjælens fortærer, da disse mennesker blev nægtet eksistens efter døden i Duaten. De sjæle, der var lettere end fjerden, ville bestå denne vigtigste test og ville få lov til at rejse hen imod Aaru, "Rushes Field", en ideel version af den verden, de kendte til, hvor de ville pløje, så og høst rigelige afgrøder. [5]
Hvad der er kendt af duaten stammer hovedsageligt fra begravelsestekster som Gates Book, Book of Caverns, Coffin Texts, Amduat og Book of the Dead. Hvert af disse dokumenter opfyldte et andet formål og giver en anden opfattelse af Duaten, og forskellige tekster kunne være uforenelige med hinanden. Overlevende tekster adskiller sig i alder og oprindelse, og der var sandsynligvis aldrig en enkelt ensartet opfattelse af Duaten, som det er tilfældet med mange teologiske begreber i det gamle Egypten. [6]
Geatens geografi ligner en oversigt til den verden, som egypterne kendte. Der er realistiske træk som floder, øer, marker, søer, hauger og huler, men der var også fantastiske ildsøer, vægge af jern og træer af turkis. I Book of Two Ways, en af kisteteksterne, er der endda et kortlignende billede af duaten. [7] Book of the Dead and Coffin Texts var beregnet til at guide mennesker, der for nylig var døde gennem Duatens farlige landskab og til et liv som ꜣḫ. I nogle af disse tekster fremhæves hauger og huler, beboet af guder, dæmoner eller overnaturlige dyr, som truede den afdøde under deres rejse. Formålet med bøgerne er ikke at skitsere en geografi, men at beskrive en række passeringsriter, som de døde skulle komme til for at nå et evigt liv. [8]
På trods af de mange dæmonlignende indbyggere i Duaten svarer det ikke til opfattelserne af helvede i de Abrahamske religioner, hvor sjæle er fordømt